# Nadia Hathroubi-Safsaf
Nadia Hathroubi-Safsaf, née en 1976 à Paris, est une journaliste et romancière franco-tunisienne.
Elle est rédactrice en chef du Courrier de l'Atlas, magazine mensuel qui traite de l'actualité du Maghreb en Europe.
Elle a publié plusieurs ouvrages historiques et deux romans, Ce sont nos frères et leurs enfants sont nos enfants en 2016 et Frères de l'ombre en 2020.
Dans ses œuvres, elle s'intéresse aux trous de l'histoire, qu'elle cherche à combler et à visibiliser.

## Biographie

### Jeunesse et études
Nadia Hathroubi-Safsaf naît en 1976 à Paris de parents d'origines tunisiennes aux revenus modestes. Elle grandit dans le quartier du Louvre, ce qui l'amène à s'intéresser plus tard au déterminisme social.
Elle évolue dans un environnement très mixte, que ce soit par les origines ou les religions.
Elle étudie le droit à la faculté de Sceaux rattachée à l'université Paris-Sud, mais abandonne pour étudier les lettres modernes à l'université Paris-VIII où elle développe son intérêt pour le journalisme et l'histoire.

### Carrière littéraire et journalistique
Nadia Hathroubi-Safsaf devient journaliste et rédactrice en chef du Courrier de l'Atlas.
Dans son œuvre, elle s'intéresse aux trous de l'histoire, qu'elle nomme les « trous mémoriels », des séquences de mémoire collective à combler.
En 2012, elle publie Immigrations plurielles, témoignages singuliers, un ouvrage où elle rassemble dix témoignages d'hommes et de femmes qui « ont choisi la France et fait la France ! » Arrivés en France depuis la Chine, la Côte d'Ivoire, l'Espagne ou encore l'Iran entre 1939 à 2000, ils dressent le paysage bigarré de la société française de l'époque. La dernière partie de l'ouvrage est consacrée aux enfants d'immigrés.
En 2013, elle publie 1983-2013, la longue marche pour l'égalité où elle restitue la marche pour l'égalité et contre le racisme de 1983 dans la longue perspective des mobilisations pour l'égalité. Pour elle, « les crimes racistes ont quasiment disparu mais les discriminations, elles, existent toujours et le terme « diversité » a remplacé celui d'« égalité ». ».
En 2015, elle dirige la création de l'ouvrage collectif La seule chose à briser, c'est le silence qui traite des violences contre les femmes à travers une dizaine de témoignages dont ceux de Iman Bassalah, Fatima Aït Bounoua, Nadia Moulaï, Marlène Schiappa et Rachid Santaki ou des journalistes Chloé Juhel, Karima Peyronie ou Nadia Sweeny.
En 2016, elle publie Ce sont nos frères et leurs enfants sont nos enfants. Le roman reçoit le prix Les Voix de la Paix qui récompense des acteurs pour leur engagement dans les domaines interculturels, inter-spirituels, sociaux ou artistiques visant à l'intégration au sein de la République française.
Elle publie en juillet 2020 Frères de l'ombre,.

## Œuvres

### Essais
- Immigrations plurielles, témoignages singuliers, Paris, Les Points sur les i, 2012, 134 p. (ISBN 978-2-35930-071-0 et 2-35930-071-7, OCLC 866849776).
- 1983-2013, la longue marche pour l'égalité, Paris, Points sur les i, 2013, 162 p. (ISBN 978-2-35930-096-3 et 2-35930-096-2, OCLC 880341407).
- La seule chose à briser, c'est le silence, Paris, Les Points sur les i éditions, 2015, 189 p. (ISBN 978-2-35930-121-2 et 2-35930-121-7, OCLC 944253254).
- Enfances abandonnées : une enquête auprès des enfants des rues, Paris, Éditions Jean-Claude Lattès, 2022, 192 p. (ISBN 978-2-70966-990-0).

### Romans
- Ce sont nos frères et leurs enfants sont nos enfants, Léchelle, Zellige, 2016, 170 p. (ISBN 978-2-914773-72-0 et 2-914773-72-2, OCLC 939486413).
- Frères de l'ombre, Léchelle, Zellige, 2021, 166 p. (ISBN 978-2-914773-93-5 et 2-914773-93-5, OCLC 1255713870).

### Bande-dessinée
- Oum Kalthoum : naissance d'une diva, Paris, Éditions Jean-Claude Lattès, 2023, 144 p. (ISBN 978-2-70966-744-9 et 2-709667-44-4), roman graphique co-écrit avec Chadia Chaïbi Loueslati.
- Qui a tué Asmahan ? (ill. Laure Ibrahim), Marseille, Alifbata, 2024, 128 p. (ISBN 978-2-9570545-7-2).

## Distinctions
- 2017 : Prix Les Voix de la Paix pour Ce sont nos frères et leurs enfants sont nos enfants[6].